# Liste der Außenminister Namibias
Dies ist eine Liste der Außenminister Namibias.
| Nr. | Foto                                                                | Name                                                                | Lebensdaten                                                         | Partei                                                              | Kabinett                                                            | Amtszeit (Beginn)                                                   | Amtszeit (Ende)                                                     |
| Minister für Auswärtige Angelegenheiten Minister of Foreign Affairs                                            | Minister für Auswärtige Angelegenheiten Minister of Foreign Affairs | Minister für Auswärtige Angelegenheiten Minister of Foreign Affairs | Minister für Auswärtige Angelegenheiten Minister of Foreign Affairs | Minister für Auswärtige Angelegenheiten Minister of Foreign Affairs | Minister für Auswärtige Angelegenheiten Minister of Foreign Affairs | Minister für Auswärtige Angelegenheiten Minister of Foreign Affairs | Minister für Auswärtige Angelegenheiten Minister of Foreign Affairs |
| --- | ------------------------------------------------------------------- | ------------------------------------------------------------------- | ------------------------------------------------------------------- | ------------------------------------------------------------------- | ------------------------------------------------------------------- | ------------------------------------------------------------------- | ------------------------------------------------------------------- |
| 01 |                                                                     | Theo-Ben Gurirab                                                    | 1938–2018                                                           | SWAPO                                                               | Nujoma I                                                            | 1990                                                                | 1995                                                                |
| 01 | Nujoma II                                                           | Theo-Ben Gurirab                                                    | 1938–2018                                                           | SWAPO                                                               | 1995                                                                | 2000                                                                |                                                                     |
| 01 | Nujoma III                                                          | Theo-Ben Gurirab                                                    | 1938–2018                                                           | SWAPO                                                               | 2000                                                                | 2002                                                                |                                                                     |
| 02 |                                                                     | Hidipo Hamutenya                                                    | 1939–2016                                                           | SWAPO                                                               | Nujoma III                                                          | 2002                                                                | 2004                                                                |
| 03 |                                                                     | Marco Hausiku                                                       | 1953–2021                                                           | SWAPO                                                               | Nujoma III                                                          | 2004                                                                | 2005                                                                |
| 03 | Pohamba I                                                           | Marco Hausiku                                                       | 1953–2021                                                           | SWAPO                                                               | 2005                                                                | 2010                                                                |                                                                     |
| 04 |                                                                     | Utoni Nujoma                                                        | 1952–                                                               | SWAPO                                                               | Pohamba II                                                          | 2010                                                                | 2012                                                                |
| 05 |                                                                     | Netumbo Nandi-Ndaitwah                                              | 1952–                                                               | SWAPO                                                               | Pohamba II                                                          | 2012                                                                | 2015                                                                |
| Minister für Internationale Zusammenarbeit und Kooperation Minister of International Relations and Cooperation |                                                                     |                                                                     |                                                                     |                                                                     |                                                                     |                                                                     |                                                                     |
| 0 |                                                                     | Netumbo Nandi-Ndaitwah                                              | 1952–                                                               | SWAPO                                                               | Geingob I                                                           | 2015                                                                | 2020                                                                |
| 0 | Geingob II                                                          | Netumbo Nandi-Ndaitwah                                              | 1952–                                                               | SWAPO                                                               | 2020                                                                | 2024                                                                |                                                                     |
| 06 |                                                                     | Peya Mushelenga                                                     | 1975–                                                               | SWAPO                                                               | Mbumba                                                              | 2024                                                                | 2025                                                                |
| Minister für Internationale Zusammenarbeit und Handel Minister of International Relations and Trade            |                                                                     |                                                                     |                                                                     |                                                                     |                                                                     |                                                                     |                                                                     |
| 07 |                                                                     | Selma Ashipala-Musavyi                                              | 1960–                                                               | SWAPO                                                               | Nandi-Ndaitwah                                                      | 2025                                                                |                                                                     |